# Comparution immédiate
Dans le domaine du droit, la comparution immédiate est une procédure qui permet de faire juger rapidement quelqu'un à la suite de la garde à vue. Elle est utilisée pour des faits « simples et établis » où une enquête poussée n'est pas nécessaire et s'applique uniquement pour des délits. Dans la pratique, elle est appelée « flagrants délits », « flags », « compa » ou « C. I. ».

## Procédure pénale belge
La comparution immédiate est issue d'une loi du 29 mars 2000.

### Conditions
Elle est applicable devant les tribunaux correctionnels :
- aux personnes qui encourent une peine de prison dont la durée est comprise entre deux et dix ans,
- à condition que l'infraction soit flagrante ou que les charges réunies dans le mois suivant la réalisation de l'infraction apparaissent suffisantes pour que l'affaire soit soumise à un juge.

Comme la procédure s'applique à toutes les infractions punissables de deux à dix ans d'emprisonnement correctionnel, elle peut également être mise en œuvre lorsqu'un crime a été correctionnalisé.
Comme la comparution immédiate se fonde sur une privation de liberté, sa mise en œuvre requiert les conditions (nécessité pour la sécurité publique, risque de collusion avec des tiers, risque de fuite, etc) justifiant un placement en détention provisoire.

### Procédure
Le procureur demande au juge des libertés et de la détention le placement en détention provisoire en vue de la comparution immédiate.
- Le juge des libertés et de la détention doit entendre l'intéressé avant de le placer en détention provisoire. Sa décision ne peut faire l'objet d'aucun recours.
- si le juge des libertés et de la détention refuse le placement en détention provisoire, la procédure de comparution immédiate prend fin.

La personne est placée en détention provisoire en attendant le prononcé du jugement, la durée de la détention ne pouvant toutefois pas excéder sept jours.
- Lorsque le procureur a obtenu le titre particulier de détention en vue de la comparution immédiate, il notifie à l'intéressé les charges retenues et lui indique la date qui a été retenue pour le jugement.
- la durée maximale de validité du titre de détention oblige le tribunal à examiner rapidement l'affaire.

Le tribunal statue « séance tenante » ou dans les cinq jours après la mise en délibéré. 
- Il peut aussi reporter sa décision à une audience ultérieure, mais qui ne peut pas avoir lieu plus de quinze jours après l'audience initiale. La durée maximale du titre de détention rend un tel report peu probable.
- Le tribunal peut également renvoyer le dossier au procureur s'il estime l'affaire trop complexe. La procédure se déroule alors selon le droit commun.